# Jesús España Cobo
Jesús España Cobo (Valdemoro, 21 d'agost de 1978) és un atleta madrileny especialitzat en els 3000 i 5000 metres llisos.

## Palmarès
| Any  | Torneig                             | Seu                    | Posició | Categoria |
| ---- | ----------------------------------- | ---------------------- | ------- | --------- |
| 2002 | Campionat d'Europa en Pista Coberta | Viena, Àustria         | 3r      | 3000 m    |
| 2003 | Campionat del Món en Pista Coberta  | Birmingham, Anglaterra | 4t      | 3000 m    |
| 2006 | Campionats d'Europa                 | Göteborg, Suècia       | 1r      | 5000 m    |
| 2007 | Campionat d'Europa en Pista Coberta | Birmingham, Anglaterra | 3r      | 3000 m    |
| 2009 | Campionat d'Europa en Pista Coberta | Torí, Itàlia           | 3r      | 3000 m    |

### Marques personals
- 1.500 metres - 3:36.53 min (2002)
- 2.000 metres - 5:05.34 min (2002)
- 3.000 metres - 7:38.26 min (2006)
- 5.000 metres - 13:15.44 min (2005)
- 10.000 metres - 29:03.20 min (2000)